# 瓜子二手車
瓜子二手车是中華人民共和国一個與二手車業務有關的网站和移動應用程序，二手車賣家和買家可以在瓜子二手車進行二手车买卖交易。瓜子二手車于2014年开始在北京市推出。瓜子二手车由一家名为车好多的公司运营。车好多旗下除了瓜子二手车以外，還有一個提供一手車業務的电商平台毛豆新车网。